# Ernst Buschor (Archäologe)
Ernst Heinrich Buschor (* 2. Juni 1886 in Hürben [seit 1902 Ortsteil von Krumbach (Schwaben)]; † 11. Dezember 1961 in München) war ein deutscher Klassischer Archäologe. Buschor war einer der einflussreichsten Archäologen seiner Zeit. Er übersetzte sämtliche Tragödien des Aischylos, Sophokles und Euripides. Die Auseinandersetzung mit seinem Werk bestimmte weite Teile nicht nur der deutschsprachigen Klassischen Archäologie noch weit über seinen Tod hinaus.

## Leben und Wirken
Ernst Buschor besuchte von 1895 bis 1904 das Melanchthon-Gymnasium Nürnberg. Er studierte von 1904 bis 1912 an der Ludwig-Maximilians-Universität München Altertumswissenschaften, wo er maßgeblich vom Archäologen Adolf Furtwängler beeinflusst wurde. Buschor wurde bei Paul Wolters im Jahr 1912 promoviert. Von 1912 bis 1914 hatte er das Reisestipendium des Deutschen Archäologischen Instituts. Von 1915 bis 1918 nahm er am Ersten Weltkrieg teil. Ihm wurde das Eiserne Kreuz 2. Klasse 1917 und der Bayerische Militärverdienstorden 1918 verliehen. Buschor wurde 1919 in Erlangen außerordentlicher und 1920 in Freiburg ordentlicher Professor. Von 1922 bis 1929 war er Erster Direktor der Abteilung Athen des Deutschen Archäologischen Instituts, wo er unter anderem Ausgrabungen in Athen, Olympia und in Amyklai bei Sparta durchführte. Anschließend lehrte er von 1929 bis 1959 als Professor für Archäologie an der Universität München. Ab 1929 war er außerdem Leiter des Münchner Museums für Abgüsse Klassischer Bildwerke. Er leitete von 1925 mit Unterbrechungen bis 1961 die Ausgrabungen auf Samos. Buschor war nicht Mitglied der NSDAP. Er gehörte aber wohl ab dem Jahr 1934 dem Nationalsozialistischen Lehrerbund an und war ab 1938 Mitglied der Nationalsozialistischen Volkswohlfahrt. Von Frühjahr 1946 bis Herbst 1947 war er durch die amerikanische Militärregierung als Professor suspendiert.
Buschor leistete wichtige Beiträge zum Verständnis der griechischen Kunst der Archaik und des Strengen Stils. Die Eigenart von Gegenständen der Kunst, ihre Bedeutung für den Zeitgenossen und dessen Sehweise herauszuarbeiten, war ihm ebenso Anliegen, wie ihren Wert für den modernen Betrachter fruchtbar zu machen. Wichtig war seine Erkenntnis, dass die Kunst der archaischen Zeit und der Hochklassik unter strukturellen Aspekten einander näherstehen als die der Hoch- und der Spätklassik. Mit den Begriffen Daseinsform und Erscheinungsform versuchte er, der Freund Martin Heideggers, den Unterschied sprachlich zu fassen. Während ein Kunstwerk der Hochklassik auf sich selbst bezogen ist und vom Betrachter nichts weiß, bezieht die Kunst der Spätklassik den Betrachter ein, erscheint gleichsam in dessen Wahrnehmungsraum.
Bereits in seinem 1913 erschienenen Buch „Griechische Vasenmalerei“ trat das Besondere Buschors zutage. Die theoretischen Grundlagen seines Forschens legte er in „Begriff und Methode der Archäologie“ dar – ein Beitrag, den er 1932 für den 1939 erschienenen ersten Band des Handbuchs der Archäologie verfasst hatte. Unverändert wurde dieser Text in die Auflage von 1969 übernommen und bildete eine der Grundlagen in der Ausbildung von Generationen junger Archäologen. Auf die Kunst der Spätantike übertragen, verdeutlichte sein 1952 publizierter Beitrag „Technisches Sehen“ seine Herangehensweise, die hinter Stilwandel das Wirken einer höheren Ordnung erkannte und hierin grundsätzlich anderen Prämissen folgte als etwa Alois Riegl mit seinem Begriff des Kunstwollens. Einem breiteren Publikum brachte er die Kunst der Antike in Werken wie „Die Plastik der Griechen“ oder „Phidias der Mensch“ nahe, ohne populärwissenschaftlich zu werden. Der Geschichte des Porträts von den Anfängen in der Kunst des Alten Ägyptens bis zu Pablo Picasso widmeten sich Buschors „Bildnisstufen“. Zudem übersetzte er sämtliche 31 erhaltenen griechischen Tragödien von Aischylos, Sophokles und Euripides.
Maßgeblichen Einfluss auf die deutsche Klassische Archäologie, nach dem Zweiten Weltkrieg in West wie Ost, hatte Buschor insbesondere durch seine Schüler: In den 1960er Jahren wurden über 50 % der Lehrstühle für Klassische Archäologie von Buschor-Schülern eingenommen. Zu ihnen gehörten unter anderem Roland Hampe, Gerhard Kleiner, Frank Brommer, Ernst Berger und Friedrich Hiller. Der Bauforscher Gottfried Gruben wurde stark von Ernst Buschor beeinflusst. Der Buschor-Schüler Ludger Alscher prägte nachhaltig die Klassische Archäologie der Deutschen Demokratischen Republik. Mit Nikolaus Himmelmann setzte sich der bis heute anhaltende Einfluss der Buschor-Schule auf die deutsche Klassische Archäologie fort. Zugleich war Nikolaus Himmelmann einer der ersten, der sich kritisch mit Buschors Stilbegriff auseinandersetzte. Befreundet war Buschor unter anderem mit dem Münchner Bildhauer Hans Wimmer.
Für seine Forschungen wurden Buschor zahlreiche wissenschaftliche Ehrungen und Mitgliedschaften zugesprochen. 1937 erhielt er die Ehrendoktorwürde der Universität Athen. Im Jahr 1959 wurde ihm der Orden Pour le Mérite verliehen. Buschor war Mitglied des Deutschen Archäologischen Instituts (ab 1921), der Bayerischen Akademie der Wissenschaften (ab 1931), der Preußischen Akademie der Wissenschaften (ab 1943) und des Österreichischen Archäologischen Instituts (ab 1930).
Seit 1919 bis zu seinem Tod war Ernst Buschor mit der ehemaligen Loheland-Tänzerin Berta Müller (1897 bis 1992) verheiratet. Sie hatten fünf Kinder, darunter der Schlagertexter Georg Buschor und die Kunstrestauratorin Hera Buschor, die mit dem Literaturnobelpreisträger Elias Canetti verheiratet war.

## Schriften (Auswahl)
- Griechische Vasenmalerei (= Klassische Illustratoren. Band 5, ZDB-ID 514662-8). Piper, München 1913.
- Beiträge zur Geschichte der griechischen Textilkunst. Die Anfänge und der orientalische Import. Kastner & Callwey, München 1912 (München, Universität, phil. Dissertation, 26. Januar 1912).
- Die Tondächer der Akropolis. Zwei Bände. De Gruyter, Berlin 1929–1933.
- Die Plastik der Griechen. Rembrandt-Verlag, Berlin 1936.
- Grab eines attischen Mädchens. F. Bruckmann, München 1939.
- Altsamische Standbilder. Fünf Bände. Mann, Berlin 1934–1962.
- Vom Sinn der griechischen Standbilder. Mann, Berlin 1942.
- Bildnisstufen. Münchner Verlag, München 1947.
- Phidias der Mensch. Münchner Verlag, München 1948.
- Frühgriechische Jünglinge. Piper, München 1950.
- Euripides: Orestes. Iphigenie in Aulis. Die Maenaden. 3 Tragoedien. Beck, München 1960.
- Winke für Akropolispilger. Beck, München 1960.
- Gesamtausgabe der griechischen Tragödien. 10 Bände. Artemis Verlag, Zürich u. a. 1979, ISBN 3-7608-3657-7.